# Панино (Амурская область)
Па́нино — село в Октябрьском районе Амурской области России. Административный центр Панинского сельсовета.

## География
Село находится на автодороге областного значения Екатеринославка — Тамбовка, на расстоянии 22 км к юго-западу от села Екатеринославка, административного центра района.
На запад от села Панино идёт дорога к посёлку Мухинский, сёлам Песчаноозёрка и Черёмушки, на юго-запад — к сёлам Покровка и Максимовка.

## Население
| 2002 | 2010 | 2012 | 2013 | 2014 | 2015 | 2016 |
| ---- | ---- | ---- | ---- | ---- | ---- | ---- |
| 361  | ↘260 | ↘258 | ↘244 | ↘239 | ↘232 | ↘218 |
| 2017 | 2018 |      |      |      |      |      |
| ↘214 | ↘202 |      |      |      |      |      |

## Улицы
| - ул. Дорожная, - ул. Зелёная, - ул. Ленинская, | - ул. Молодёжная, - пер. Проезжий, - ул. Школьная. |